# Henryk Wichmann

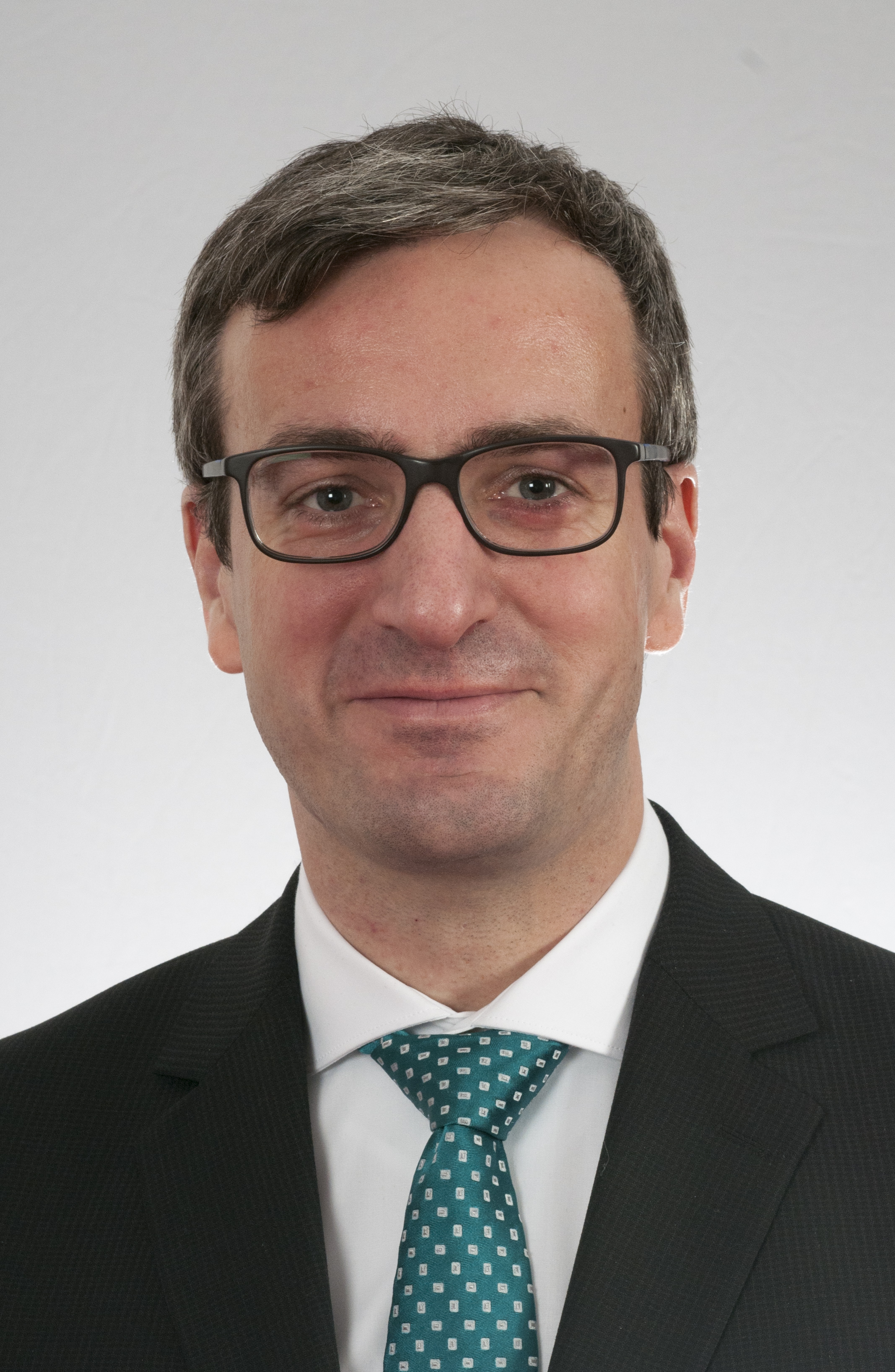
Henryk Wichmann (2016)

Henryk Wichmann (* 10. Juli 1977 in Templin) ist ein deutscher Politiker (CDU). Er war von 2009 bis Ende Januar 2019 Abgeordneter im Landtag Brandenburg. Seit Februar 2019 bekleidet er das Amt des Beigeordneten im Landkreis Uckermark.

## Leben und Beruf
Er absolvierte 1997 das Abitur an der Pestalozzi Gesamtschule in Lychen. Von 1999 bis 2006 studierte er an der Humboldt-Universität in Berlin Rechtswissenschaften. Im Jahr 2007 absolvierte er das erste juristische Staatsexamen und ist seit August 2008 im juristischen Vorbereitungsdienst des Landes Brandenburg.
Wichmann ist evangelisch-lutherisch. Er ist verheiratet und hat vier Töchter.
Sein Wohnort ist Lychen.

## Politische Laufbahn

### Partei

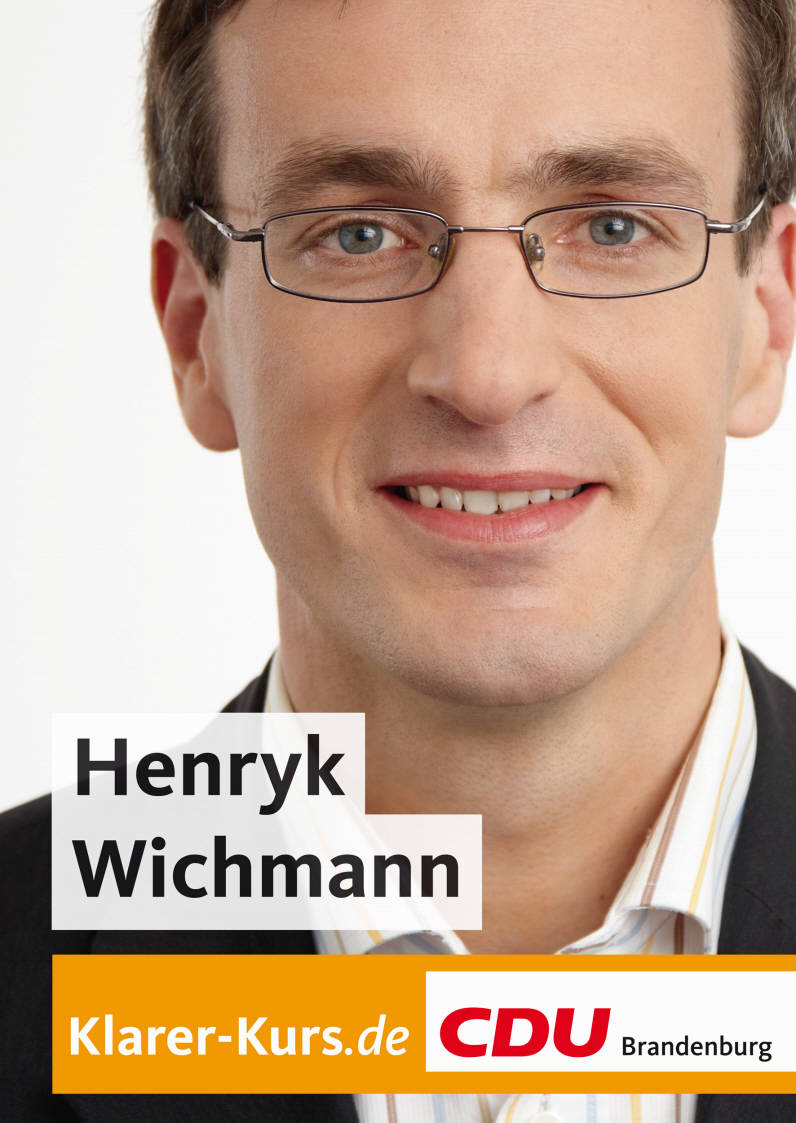
Henryk Wichmann auf einem Wahlplakat zur Landtagswahl 2009

Wichmann ist seit 1994 Mitglied der CDU und der Jungen Union. Im Jahr 1997 wurde er Pressesprecher der Jungen Union Brandenburg. Seit 1999 ist Wichmann Mitglied des Kreisvorstandes der CDU Uckermark und seit 2006 stellvertretender Kreisvorsitzender. Er engagiert sich seit 2002 im Landesvorstand des Evangelischen Arbeitskreises (EAK) in Berlin-Brandenburg.
Wichmann kandidierte 2002 als Direktkandidat der Brandenburger CDU im Wahlkreis 57 (Uckermark/Oberbarnim) für den Deutschen Bundestag, konnte jedoch nicht in das Parlament einziehen. Es gelang ihm, das Ergebnis der CDU in seinem Wahlkreis von 21 % auf 22 % zu steigern, was allerdings weniger als die Hälfte der SPD-Stimmen darstellte.

### Abgeordneter
1998 kandidierte er bei den Kommunalwahlen für den Kreistag des Landkreises Uckermark und wurde jüngstes Mitglied des Kreistages.
Seit der Kommunalwahl 2003 ist Wichmann stellvertretender Vorsitzender der CDU-Fraktion im Landkreis Uckermark. Im Januar 2007 wurde er zum Fraktionsvorsitzenden der CDU-Fraktion Uckermark gewählt. Bei den Kommunalwahlen 2008 trat er als Spitzenkandidat seiner Partei für den Kreistag im Wahlkreis Templin/Lychen/Boitzenburg an und erhielt mit 2501 Stimmen von allen Kandidaten die meisten Stimmen.
Seit den Kommunalwahlen 2008 ist Wichmann  Vorsitzender des Jugendhilfeausschusses im Kreistag Uckermark sowie stellvertretender Vorsitzender des Verwaltungsrates der Sparkasse Uckermark und Mitglied im Vorstand der Bürgerstiftung der Sparkasse Uckermark.
Von 2009 bis zum 31. Januar 2019 war er Mitglied des Landtages von Brandenburg. Sein Nachfolger im Landtag wurde der havelländische Kommunalpolitiker Michael Koch. Wichmann kandidierte im Landtagswahlkreis Uckermark III/Oberhavel IV, erhielt bei der Landtagswahl aber nicht das Direktmandat. Nachdem Christian Ehler (CDU) sein Mandat aufgegeben hatte, zog Wichmann am 1. November 2009 über die Landesliste der CDU Brandenburg als Nachrücker in den Landtag ein.
Bei der Landtagswahl 2014 errang Wichmann mit 38 % der Erststimmen (und 26,8 % der Zweitstimmen) ein Direktmandat; dieses Ergebnis war das zweitbeste aller CDU-Landtagskandidaten in den 44 Landtagswahlkreisen Brandenburgs.

### Fraktion
Wichmann war ab November 2014 einer der stellvertretenden Fraktionsvorsitzenden der CDU-Fraktion und Sprecher der CDU-Fraktion für Demographie und Verbraucherschutz.
Wichmann war Vorsitzender des Petitionsausschusses und Mitglied im Rechtsausschuss sowie stellvertretendes Mitglied im Europaausschuss und im Richterwahlausschuss.

## Dokumentarfilm

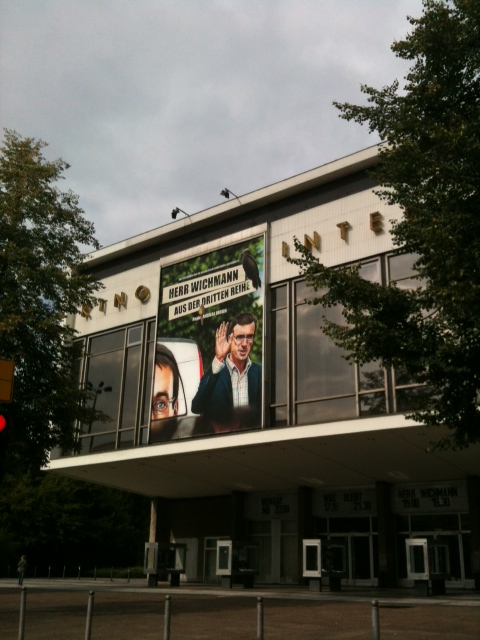
Kinoplakat von „Herr Wichmann aus der dritten Reihe“ am Kino International

Bundesweit bekannt wurde er durch Andreas Dresens Fernsehdokumentation Herr Wichmann von der CDU, aus der Reihe Denk ich an Deutschland … Der Film lief 2003 auch in mehreren deutschen Kinos.
Im Jahr 2012 begleitete Dresen seinen Protagonisten erneut bei seiner alltäglichen Arbeit als Landtagsabgeordneter. Die Weltpremiere des Films Herr Wichmann aus der dritten Reihe fand am 12. Februar 2012 im Berliner Kino International in der Sektion Panorama der 62. Berlinale statt. Der deutsche Kinostart war am 6. September 2012.